# Johan Sverdrup

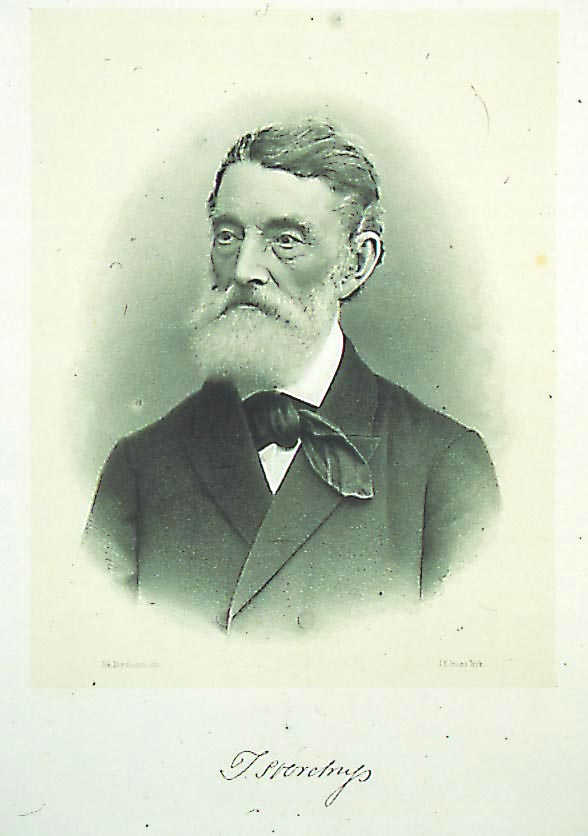
Johan Sverdrup.

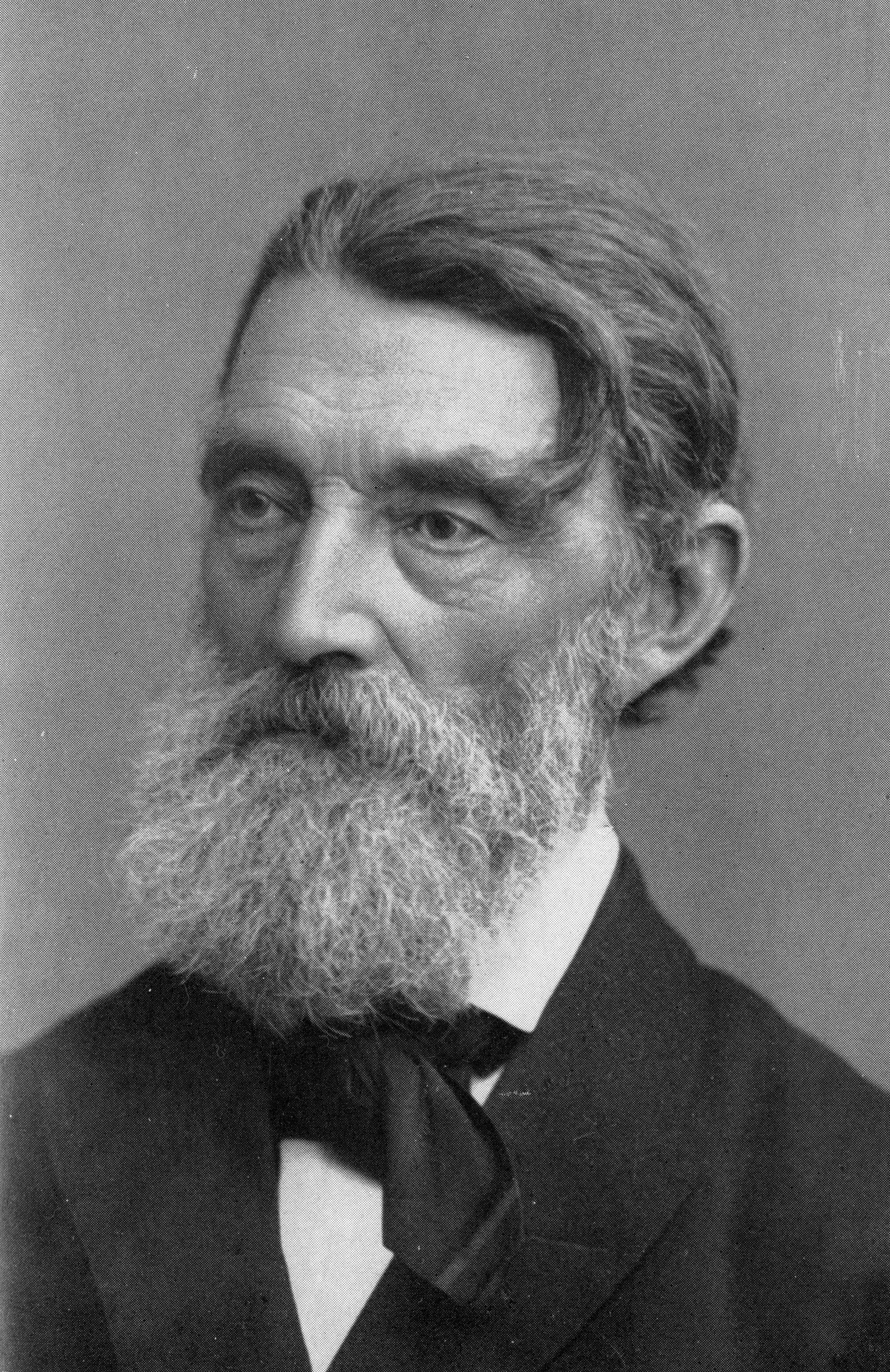
Johan Sverdrup.

Johan Sverdrup, född 3 juli 1816, död 17 februari 1892, var en norsk politiker. Som ledare för partiet Venstre bildade Sverdrup en liberal regering och var statsminister åren 1884–1889. I Norge räknas införandet av parlamentarismen från Sverdrups regeringsbildning 1884.

## Karriär i punkter
Johan Sverdrup innehade flera viktiga uppdrag och ämbeten under sin karriär: 
- 1841 blev Sverdrup advokat i hemstaden Larvik
- 1851–1885 var han ledamot av stortinget
- 1857 blev han direktör i Norges hypotekbank
- 1860–1881 var Sverdrup statsrevisor
- 1862–1869: var han talman i odelstinget, stortingets andrakammare
- 1871–1884: var Sverdrup stortingspresident, det vill säga parlamentets talman
- 1876–1878 var han redaktör i tidningen Verdens gang

## Ungdom och tidig karriär
Johan Sverdrup föddes i Sem nära Tønsberg. Hans far, Jakob Sverdrup instiftade den första lantbruksskolan i Norge 1825. 1841 avlade Johan Sverdrup ämbetsexamen i juridik. Året innan, 1840, besteg han Norges åttonde högsta berg, Surtningssui på 2368 meter över havet. Denna bragd gjorde honom en kort tid till den i Norge som hade varit högst uppe i landet.
Från 1841 arbetade Sverdrup som advokat i Larvik. Mellan 1851 och 1858 representerade han Larvik och Sandefjord i stortinget. År 1858 bosatte han sig i Christianias utkant och representerade fram till 1885 Akershus amt i Stortinget. 
Sverdrup blev snabbt den ledande  oppositionspolitikern i stortinget. Sverdrup hade som mål att genomföra en rad demokratiska reformer i liberal riktning. Därför inledde Sverdrup ett samarbete med ledaren för bondepartiet, Ole Gabriel Ueland. Han försökte organisera ämbetsmannaoppositionen genom det så kallade sakførerpartiet (advokatpartiet) utan att lyckas.
Det var bland annat Sverdrups hårda motstånd som ledde till att statsrådssaken – frågan om att statsråden skulle få tillträde till Stortingets förhandlingar – genomfördes först år 1884 och inte flera decennier tidigare. Statsrådssaken var viktig, eftersom det skulle göra att Norge kom närmare parlamentarism av brittisk modell, istället för maktdelning. På så vis skulle det ge majoriteten i Stortinget större inflytande och ge landet mer självstyre (och närmare nationell självständighet). Vid denna tid var de så kallade ministriella - regeringens anhängare i Stortinget - anhängare av en sådan reform, eftersom de trodde att den skulle komma att öka statsrådets inflytande och samtidigt förenkla kommunikationen mellan de två statsmakterna. Det förstnämnda trodde Sverdrup också, men han önskade inte en sådan utveckling.

## På väg mot ett politiskt parti
1870 avled de två ledande politikerna i landet, Ole Gabriel Ueland, bondegruppens ledare, och Anton Martin Schweigaard, som ledde de ministeriella. De senare fick ingen ny ledare av samma format, men i bondegruppen övertog Søren Jaabæk ledningen. Jaabæk var stark motståndare av att öka statens utgifter. Hans öknamn, Neibæk, anspelar på den sparnit för vilken Jaabæk blivit ihågkommen. Jaabæk erkände Sverdrup som den ledande strategen inom oppositionen. Så länge Sverdrups idéer inte kostade för mycket, stödde Jaabæk honom. Vid sidan av sina sparmetoder var Jaabæk en duktig organisatör. Han instiftade föreningen Bondevennerne 1865 och organisationen etablerade sig snart över hela landet. 1869 anslöt sig Bondevennerne till Sverdrups stortingsgrupp. Därmed var grunden till det nya partiet lagd, Venstrepartiet.
1869 godkände kung Karl XV (som i Norge kallades Karl IV) beslutet om ett årligt storting. Tidigare hade det samlats vart tredje år, vilket bedömdes vara för sällan. Reformen stärkte stortingets position på bekostnad av regeringen. Regeringen ansåg det naturligt att denna reform skulle följas av en reformpaus. Regeringen hade också fått befogenhet att upplösa stortinget.

## Statsrådssaken återupptas
Under de sista åren hade synen på statsrådssaken ändrat sig totalt.
Med en ökande samling av oppositionen, något regeringen såg på med stor ovilja och misstro, var betydelsen av statsrådens närvaro i Stortinget inte längre så intressant. Oppositionen hade möjlighet att ställa frågor till statsråden, till och med lägga förslag om missförtroendevotum, en möjlighet som Sverdrup såg som en hjälp på vägen mot det som hade blivit hans politiska mål. År 1872 sade Johan Sverdrup:
| ” | I det øieblik, at al makt og kraft samles her i denne sal til afgiørelse af samfundets høieste og vigtigste anliggende, gaar der en stor vækkelse ud over landet ... Der kan ikke lenger regieres uden Storthinget, der maa regieres med Storthinget. | „ |

Oavsett hur detta tolkas, stod det klart för Sverdrup att någon självständig kungamakt eller statsrådsmakt (enligt maktdelningsprincipen) skulle Norge inte längre ha utan vara parlamentariskt för att majoriteten av de folkvalda skulle få mer självstyre över sitt eget land. Stortinget var de folkvalda och där skulle makten ligga.
1870 fattades beslut om att avskaffa ståthållarämbetet (en sorts generalguvernör), som ett led i att försvaga maktdelningen och kungens och hans utnämnda statsråds makt. Det skulle också ha varit ett steg mot ökat självstyre och parlamentarism. Men kungen ville inte ge sitt godkännande, med motiveringen att det hade gått för kort tid efter införandet av det årliga stortinget.
1872 avled Karl XV, och hans bror Oscar II övertog kungatronen. Han avskaffade ståthållarämbetet och upprättade istället ett nytt norskt statsministerämbete i Kristiania (nuvarande Oslo); det som Karl XV vägrat införa 1859. Lagtexten ändrades dock en smula, eftersom den tidigare norske statsministern hos kungen i svenska Stockholm samtidigt bibehölls (för vissa norska kungliga beslut i Stockholm, när kungen var där). Men det nya statsministerämbetet i Kristiania infördes alltså istället för ståthållarämbetet.
Statsrådssaken återupptogs igen 1873, men den avslogs däremot än en gång. Detsamma skedde 1876 och 1879.
Därmed hade man kommit fram till i en politisk kris. Statsrådssaken var ett grundlagsärende, så långt var allting klart. Men grundlagen, som hade klara bestämmelser om kunglig veto i lagsaker, hade totalt underlåtit att ta upp något om kunglig veto i grundlagssaker. Det var en underlåtelse som gav utrymme för minst tre tolkningar:
1. Kungen hade inte något grundlagsveto.
2. Kungen hade absolut veto i grundslagsfrågor.
3. Kungen hade lika mycket veto i grundlagsfrågor som i alla andra lagstiftningsärenden, det vill säga ett suspensivt veto.

I praktiken hade Sverdrup givit upp den första positionen, som han principiellt menade var den korrekta, genom att låta saken handläggas tre gånger, eller i realiteten fyra. De ministeriella höll benhårt på att kungen måste ha absolut veto i grundlagsfrågor. Problemet var att ärendet hade varit uppe för beslut i stortinget tre gånger, och kungen hade nekat frågan tre gånger. Vad skulle då Sverdrup och hans stora majoritet göra för att undgå att acceptera alternativ 2?

## Striden hårdnar
Stortinget antog slutligen en grundlagsändring genom två beslut med mellanliggande val om att statsråden skulle få tillträde till Stortingets förhandlingar. Det sista beslutet fattades dessutom med 2/3 majoritet av dess ledamöter enligt reglerna.
Men Oscar II vägrade, med instämmande av regeringen Selmer, att anta förslaget sedan grundlagsändringen tredje gången antagits av Stortinget. Då åtalade Odelstinget regeringens statsråd inför riksrätt för att ha avrått kungen att skriva under grundlagförslaget. Grundlagsförslag hade kungen nämligen inte rätt att lägga in veto emot enligt Norges Riges Grundlov (grundlagen) § 112 (beslutade ändringar skulle enbart "kundgjøres ved Trykken"). Men det hade dock aldrig prövats rättsligt.
Stortinget vann striden och det kan delvis bero på ordalydelsen i grundlagen; men också på att det liberala partiet Venstre hade vunnit det tidigare valet med stor majoritet, över 50 % av rösterna, och därmed fick inflytande också över riksrättens sammansättning genom dess ledamöter i Lagtinget.
Kung Oskar var efter domen tvungen att utse en parlamentarisk regering med Sverdrup som statsminister, varvid parlamentarismen infördes i Norge. Samtidigt trädde grundlagsändringen i kraft.

## Sverdrup som statsminister
Det enda möjliga lösningen på krisen var att utnämna Sverdrup till statsminister. Detta skedde i juni 1884. Det var en kontroversiell utnämning. Sverdrup visade sig ovillig att rätta sig efter de regler vilka han själv tagit fram som oppositionsledare. Även om hans regering fick en majoritet mot sig i Stortinget satt han kvar som statsminister. Det kan därför vara sant, som en del historiker påpekat, att säga att Sverdrup visat vägen för parlamentarismen, men att den verkligen genomfördes av Høyres Emil Stang, efter att denne bildat regering 1889, en regering som senare fälldes 1891.
Sverdrups regeringstid var ingen triumfmarsch. Den liknar mest en personlig tragedi. Sverdrup klarade snabbt att splittra Venstre i två halvor. Fallet med Alexander Kiellands diktsamling blev symboliskt då Sverdrup klarade att stoppa detta, med den konsekvens att hans tidigare vänner och förbundskamrater tog avstånd från honom. Han miste också ledningen i partiet, den övergick till Johannes Steen och Viggo Ullmann.
Sverdrup, som hade visat sig som en mycket duktig strateg i opposition förlorade detta mer eller mindre totalt under tiden som statsminister. Han fick gång på gång uppleva att regeringens reformförslag blev nedröstade eller totalt ändrade i Stortinget. Sverdrups försök bestod av det som efter allt kom att kallas Vestlands-venstre, avhopparfolk, jurister och lagkyrkliga. Mot sig hade de den radikala delen av partiet, som var mindre, men mycket starkare. Sverdrups fel var att han inte samlade personerna från de olika delarna i partiet i Stortinget. Steen och Ullmann blev utstängda, och de gjorde livet surt för Sverdrup både på personliga och av sakliga grunder.
Radikale Venstre, under ledning av Steen och Ullmann, hävdade att Sverdrup borde ta konsekvenserna av sina misstag och gå av. Sverdrup själv, som var gammal och sliten på jobbet, hävdade, med en viss sanning, att så länge regeringen fick stöd av Høyre, behövde han inte avgå. Høyres stöd till regeringen visade sig vid valet 1888 ha varit en god strategi. Regeringen hade visat slitage och Høyre verkade moget för regeringskontoren. År 1889 förlorade Sverdrup i en omröstning där både Høyre och de radikala ställde upp mot honom.
Johan Sverdrup avled 17 februari 1892 i Oslo.

## Olika syner på Sverdrup
De flesta är eniga om att Johan Sverdrup är en av de mest givande personerna i norsk politisk historia. Men vid vidare syn på Sverdrup hänger det i hög grad ihop med politisk och historisk ståndpunkt. Bland Venstrehistorikerna, som Sars och Bergsgaard, blev Sverdrup sedd som skaparen av den moderna norska demokratin, och idag blir han genomgående framställd som detta i historieböcker. Parlamentarismen och politiska partier har blivit en integrerad del av deras politiska liv, och Sverdrup räknas som upphosmannen till denna tradition.
Det finns också historier som, trots accepterande av Sverdrups betydelse på det politiskorganisatoriska området, i högre grad vill peka på hans negativa inflytande på utvecklingen i Norge. Det är ett faktum att i de åren striden höll på hände det mycket mindre socialpolitiskt reformarbete än tio år före och efter. Sverdrups allians med Jaabæk gjorde att mycket positivt och nödvändigt stoppades eller blev reducerat.
De flesta är dock eniga om att hans år som statsminister inte var någon fördel för Norge. Hans regering tog många initiativ, men hans många försök för att låta Ventres inre opposition mötas gjorde att många av reformerna stoppades upp eller blev ändrade i en mindre positiv riktning.
Oavsett vad som sägs är Sverdrup den stora personen bakom reformationen av det politiska livet i Norge. Det partistyrda Stortinget är hans verk. Parlamentarismen i Norge är även hans verk, även om han inte själv tog konsekvenserna av den.